# Mistrzostwa Polski w Boksie 1988
59. Mistrzostwa Polski w boksie mężczyzn odbyły się w dniach 25–29 maja 1988 roku w Kielcach.

## Medaliści
| Kategoria:                        | Złoto:                                    | Srebro:                                | Brąz:                                                                   |
| waga papierowa (do 48 kg)         | Rafał Niedbalski (Legia Warszawa)         | Henryk Pielesiak (Gwardia Łódź)        | Jerzy Krzewski (Błękitni Kielce) Leszek Olszewski (Górnik Pszów)        |
| waga musza (do 51 kg)             | Sławomir Miedziński (Gwardia Warszawa)    | Krzysztof Wróblewski (Igloopol Dębica) | Juliusz Sobczak (GKS Jastrzębie) Henryk Sienkiewicz (Czarni Słupsk)     |
| waga kogucia (do 54 kg)           | Sławomir Zapart (Błękitni Kielce)         | Sławomir Żeromiński (Broń Radom)       | Tomasz Krupiński (Czarni Słupsk) Dariusz Snarski (Gwardia Białystok)    |
| waga piórkowa (do 57 kg)          | Tomasz Nowak (GKS Jastrzębie)             | Grzegorz Jabłoński (Legia Warszawa)    | Dariusz Kasprzak (Zagłębie Konin) Sławomir Forsztek (Czarni Słupsk)     |
| waga lekka (do 60 kg)             | Jan Wałejko (Broń Radom)                  | Janusz Borowski (Błękitni Kielce)      | Janusz Kujawa (Zawisza Bydgoszcz) Piotr Marcinkowski (Gwardia Warszawa) |
| waga lekkopółśrednia (do 63,5 kg) | Dariusz Czernij (Igloopol Dębica)         | Bogdan Gajda (Legia Warszawa)          | Andrzej Możdżeń (GKS Jastrzębie) Tomasz Duda (Gwardia Warszawa)         |
| waga półśrednia (do 67 kg)        | Leszek Wardzała (Górnik Sosnowiec)        | Jan Dydak (Czarni Słupsk)              | Marek Kozak (Igloopol Dębica) Józef Kruszyński (Olimpia Poznań)         |
| waga lekkośrednia (do 71 kg)      | Andrzej Krysiak (Igloopol Dębica)         | Dariusz Wasiak (Igloopol Dębica)       | Karol Bogun (Górnik Pszów) Tomasz Michalczewski (Stoczniowiec Gdańsk)   |
| waga średnia (do 75 kg)           | Wojciech Misiak (Zagłębie Lubin)          | Andrzej Ogonowski (Gwardia Warszawa)   | Tomasz Miałkowski (Broń Radom) Piotr Gazarkiewicz (Gwardia Warszawa)    |
| waga półciężka (do 81 kg)         | Henryk Petrich (Legia Warszawa)           | Stanisław Łakomiec (Gwardia Warszawa)  | Jerzy Jędruszko (Gwardia Białystok) Cezary Banasiak (Czarni Słupsk)     |
| waga ciężka (do 91 kg)            | Andrzej Gołota (Legia Warszawa)           | Henryk Zatyka (Gwardia Warszawa)       | Andrzej Goiński (Zagłębie Konin) Sławomir Micewicz (Gwardia Białystok)  |
| waga superciężka (powyżej 91 kg)  | Roman Ślusarczyk (Stal-Stocznia Szczecin) | Marian Klepka (Igloopol Dębica)        | Norbert Kwapik (Walka Zabrze) Zbigniew Ciałowicz (Górnik Sosnowiec)     |